# Okey Dokey
Okey Dokey es el primer álbum de la banda Boom Boom Kid y séptimo del músico Carlos Rodríguez publicado en 2001.
Se presenta con canciones en español e inglés. Entre los videoclip de este disco, 
se encuentran "Brick by Brick" donde se puede ver al cantante con un cartel con la leyenda: "Fuck art! let's rock", o cantando en  "I do" que fue retrasmitido por la cadena MTV. "I don't mind" y "Kitty" trasmitidos por la cadena MuchMusic.

## Lista de canciones
1. Okey Dokey 1:33
2. Feliz 2:44
3. Tomar helado 0:52
4. Let me go 1:08
5. My smiling fragile heart 2:51
6. Jenny 1.47
7. La vida está bien si no te rindes 2:15
8. Kitty 2:02
9. Endless kinder 1:37
10. Julio 1:34
11. Pei pa koa 1:52
12. I do 2:22
13. Medicina (música es) 1:39
14. Insulina 1:30
15. 20 años 3:48
16. Automatic 2:00
17. Ticky tak fire 1:37
18. ¿Dónde? 1:41
19. I don't mind 2:46
20. Brick by brick 2:19
21. Blu 2:37
22. Strong 4:47